# Võõbu
Võõbu est un village de la commune de Paide dans le comté de Järva en Estonie.